# Natal Mágico Tour
Natal Mágico Tour foi uma miniturnê da apresentadora Xuxa. Com base no álbum Xuxa só para Baixinhos 9: Natal Mágico, os shows foram realizados no Maracanãzinho, no Rio de Janeiro. Ao contrário das outras turnês, não existiu venda de ingressos do show. Os mesmos foram realizados para crianças e adolescentes de comunidades carentes do Rio de Janeiro e para crianças da Fundação Xuxa Meneghel. Através de uma promoção pelo site Xuxa.com (site oficial da Xuxa) os fãs ganharam ingressos para o show. Em 2010, um dos shows da miniturnê Natal Mágico foi exibido como um especial de Natal de Xuxa na noite do dia 24 de dezembro e posteriormente foi lançado em DVD. O show já foi assistido por mais de 90 mil pessoas.

## Set list
- Abertura

1. "Vem Chegando o Natal"
2. "Doce Mel"

Victor e Léo ("Deus e eu no Sertão" / "Borboletas")
1. "Bichos"
2. "Cinco Patinhos"
3. "Pot-Pourri Txutxucão:"

- "Txu Txutxucão"
- "Ele é o Txutxucão"
- "Vem Dançar Com o Txutxucão"
- "Dançando Com o Txutxucão"

1. "A Vida é Uma Festa"
2. "Amém"
3. "Natal de Paz"
4. "Papai Noel Existe"
5. "Pot-Pourri Brincadeiras:"

- "Pique Alto"
- "Cabeça, Ombro, Joelho e Pé"
- "Estátua"

1. "Pot-Pourri:"

- "Arco-Íris"
- "Um Lindo Arco-Íris"

1. "Lua de Cristal"

Hori (Quem eu Sou / Só Você)
1. "Parabéns Pra Jesus" (com Padre Marcelo Rossi)

Padre Marcelo Rossi (Erguei as Mãos)
1. "Xuxalelê"
2. "Libera Geral"
3. "Pot-Pourri: Megamix 10 Anos" (Com a bateria da Grande Rio)

- "Ilariê"
- "Tindolelê"

Texto sobre o Estatuto da Criança e do Adolescente (com Paola Oliveira, Fiuk e Isis Valverde)

1. "Então é Natal" (Versão Solo)

- Mundo da Xuxa

1. "Vem Chegando o Natal"
2. "Doce Mel"
3. "Papai Noel Existe"

Victor e Léo ("Água de Oceano" / "Borboletas")
1. "Pot-Pourri Txutxucão:"

- "O Txutxucão já Chegou"
- "Txu Txutxucão"
- "Ele é o Txutxucão"
- "Vem Dançar Com o Txutxucão"
- "Dançando Com o Txutxucão"

1. "O Leãozinho" (com Maria Gadú)
2. "A Dança do Pinguim"
3. "Pot-Pourri Brincadeiras:"

- "Pique Alto"
- "Cabeça, Ombro, Joelho e Pé"
- "Estátua"

1. "Peito, Estala, Bate" (trecho)

Luan Santana ("Meteoro")
1. "Pot-Pourri Arco-Íris:"

- "Arco-Íris"
- "Um Lindo Arco-Íris"

1. "Lua de Cristal"
2. "Amém"
3. "Parabéns Pra Jesus" (com Padre Marcelo Rossi)
4. "Xuxalelê"
5. "Libera Geral"
6. "Natal Todo Dia" (com Ivete Sangalo)

Ivete Sangalo ("Acelera aê (Noite do Bem)")
1. "Então é Natal" (Versão Solo)

- Carinho de Verdade (Vídeo)
- Abertura com Klara Castanho

1. "Vem Chegando o Natal"
2. "Pot-Pourri Xou:"

- "Ilariê"
- "Tindolelê"

1. "Doce Mel"
2. "Papai Noel Existe"

Restart (Garota Estranha / Vou Cantar)
1. "Pot-Pourri Txutxucão:"

- "O Txutxucão já Chegou"
- "Txu Txutxucão"
- "Ele é o Txutxucão"
- "Vem Dançar Com o Txutxucão"
- "Dançando Com o Txutxucão"

"Abecedário da Xuxa" / "Cabeça, Ombro, Joelho e Pé" / "Cinco Patinhos" (a capela)
1. "Arco-Íris"
2. "Um Novo Lugar" (com Klara Castanho)

Jotta A e Michely Manuely (Aleluia)
1. "Natal de Paz"
2. "Lua de Cristal"
3. "Amém"

Padre Fábio de Melo (1 música)
1. "Xuxalêlê"
2. "Libera Geral"

Victor e Léo (Água de Oceano / Amor de Alma / Deus e eu no Sertão / Borboletas)
1. "Então é Natal"

- "Estrela Guia (Natal)" (Instrumental)

- Carinho de Verdade (Vídeo)
- Abertura com Klara Castanho

1. "Vem Chegando o Natal"
2. "Pot-Pourri Xou:"

- "Ilariê"
- "Tindolelê"

1. "Doce Mel"
2. "Papai Noel Existe"

Maria Gadú (Tudo Diferente / Shimbalaiê)
1. "Pot-Pourri Txutxucão:"

- "O Txutxucão já Chegou"
- "Txu Txutxucão"
- "Ele é o Txutxucão"
- "Vem Dançar Com o Txutxucão"
- "Dançando Com o Txutxucão"

"Abecedário da Xuxa" / "Cabeça, Ombro, Joelho e Pé" / "Cinco Patinhos" (a capela)
1. "Arco-Íris"
2. "Um Novo Lugar" (com Klara Castanho)

Jotta A e Michely Manuely  (Apenas no show da tarde)
(Aleluia)
1. "Natal Mágico" (com Zezé di Camargo e Luciano, apenas no show da noite)
2. "Natal de Paz"
3. "Lua de Cristal"
4. "Amém"
5. "Parabéns pra Jesus" (com Padre Marcelo Rossi, apenas no show da noite)
6. "Xuxalêlê"
7. "Libera Geral"

Restart (Menina Estranha / Levo Comigo / Pra Você Lembrar / Vou Cantar)
1. "Então é Natal"

- "Estrela Guia (Natal)" (Instrumental)

- Abertura

1. "Vem Chegando o Natal"
2. "Natal Todo Dia" (com Ivete Sangalo)

Ivete Sangalo (No Brilho desse Olhar) (Pot-Pourri: Cadê Dalila / Na Base do Beijo / Acelera Aê (Noite do Bem))
1. "Pot-Pourri Baiano: Megamix 10 Anos"

- "Ilariê"
- "Tindolelê"

Buchecha (Pot-Pourri: Só Love / Conquista) (Hot Dog)
1. "Pot-Pourri Txutxucão:"

- "O Txutxucão já Chegou"
- "Txu Txutxucão"
- "Ele é o Txutxucão"
- "Vem Dançar Com o Txutxucão"
- "Dançando Com o Txutxucão"

1. "Abecedário da Xuxa" (a capela)
2. "Pot-Pourri Brincadeiras:"

- "Cabeça, Ombro, Joelho e Pé"
- "Estátua"

1. "Arco-Íris"
2. "Natal de Paz"

Restart (Menina Estranha)
1. "Lua de Cristal"
2. "Amém"
3. "Natal do Brasil" (versão solo)
4. "Papai Noel Existe"

Robson Moura feat. Lino Krizz (Vem Dançar com Tudo (Vem Dançar Kuduro))
1. "Xuxalêlê"
2. "Libera Geral"

Luan Santana (Você de mim não Sai / Te Vivo / Nêga / Incondicional)
1. "Então é Natal" (Versão Solo)

- "Estrela Guia (Natal)" (Instrumental)

- Abertura

1. "Vem Chegando o Natal"
2. "Pot-Pourri Festa:"

- "Ilariê"
- "Tindolelê"

1. "Doce Mel"

Buchecha
1. "Pot-Pourri Txutxucão:"

- "O Txutxucão Mandou"
- "O Txutxucão já Chegou"
- "Txu Txutxucão"
- "Ele é o Txutxucão"
- "Vem Dançar Com o Txutxucão"
- "Dançando Com o Txutxucão"

1. "Abecedário da Xuxa" (a capela)

Daniel
1. "Pot-Pourri Brincadeiras:"

- "Cabeça, Ombro, Joelho e Pé"
- "Estátua"

1. "Arco-Íris"
2. "Natal de Paz"

Thiaguinho
1. "Lua de Cristal"
2. "Amém"
3. "Natal do Brasil" (Versão Solo)
4. "Depende de Nós" (com Padre Fábio de Mello)
5. "Papai Noel Existe"

KidX
1. "Xuxalêlê"
2. "Libera Geral"

Anitta
1. "Então é Natal" (Versão Solo)

- "Estrela Guia (Natal)"  (Instrumental)

- Abertura com Bianca Rinaldi

1. "Vem Chegando o Natal"
2. "Ilariê" (editado)
3. "Natal de Paz"
4. "Abecedário da Xuxa" (a capela)
5. "Doce Mel"

Anitta (Na Batida / Show das Poderosas)
1. "Lua de Cristal"
2. "Tindolelê"
3. "Cinco Patinhos" (a capela)
4. "Pot-Pourri Txutxucão:"

- "O Txutxucão Mandou"
- "O Txutxucão já Chegou"
- "Txu Txutxucão"
- "Ele é o Txutxucão"
- "Vem Dançar Com o Txutxucão"
- "Dançando Com o Txutxucão"

1. "Papai Noel Existe"
2. "Pot-Pourri Brincadeiras:"

- "Cabeça, Ombro, Joelho e Pé"
- "Estátua"

1. "Arco-Íris"
2. "Amém"

Orquestra Bachiana Filarmônica (Jesus, Alegria dos Homens / Pequena Serenata Noturna / Sinfonia nº 5, 1º Movimento)
1. "Noite Feliz"
2. "Natal do Brasil" (Versão Solo)
3. "Xuxalêlê"
4. "Libera Geral"

Victor e Léo (Parabéns da Xuxa / Borboletas)
1. "Então é Natal" (Versão Solo)

- "Estrela Guia (Natal)"  (Instrumental)

## Cenário
O cenário foi bem diferente de todas as outras turnês de Xuxa. Assinado por Gringo Cardia, o palco é 360º permitindo que todo o estádio assista o show perfeitamente. Objetos infláveis como um Papai Noel, pirulitos, arco-íris, dragão, ursinhos e entre outros apareciam ao redor do palco conforme a troca das músicas.

Em 2010, um telão foi colocado no cenário do show para a gravação do Especial de Natal daquele ano. O telão só foi usada nesta edição do Natal Mágico.

Em 2012, o cenário sofreu algumas modificações, o palco recebeu mais cores e LEDs foram colocados ao redor do palco.

## Participações especiais
Em todos os shows teve participações especiais como Ivete Sangalo, Restart, Padre Marcelo Rossi, Zezé di Camargo e Luciano, Daniel, Hori, Victor e Léo, Luan Santana, Maria Gadú, Buchecha, Robson Moura, KidX e Lino Krizz que cantaram alguns de seus sucessos em etapas do show.

## Transmissão na TV

### Rede Globo

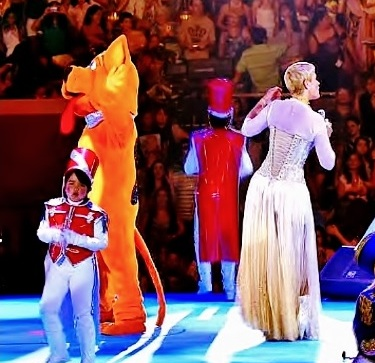
Xuxa cantando o "Pot-Pourri Txutxucão" durante a gravação do seu especial de natal em 2010

O show realizado no Maracanãzinho no dia 5 de dezembro de 2010 foi gravado e exibido no especial de Natal de Xuxa no dia 24 de dezembro do mesmo ano, porém foram feitos cortes no show, foram retiradas as músicas "A Dança do Pinguim", "Pot-Pourri Brincadeiras: Pique Alto / Cabeça, Ombro, Joelho e pé / Estátua", e "Papai Noel Existe". O especial teve uma boa audiência e foi até então o último especial de natal da apresentadora na globo.

### Canal Viva
O Canal Viva exibiu no dia 22 de dezembro de 2014 às 22:30, o show de natal de Xuxa que foi realizado em São Paulo no dia 13 de dezembro 2014, o show também contou com a participação de Anitta, Victor e Léo e o maestro João Carlos Martins, Ivete Sangalo foi anunciada para o show, mas antes de embarcar, o avião teve problemas para decolar. O show foi intercalado com uma entrevista inédita exibida ao longo da atração, que teve como plano de fundo imagens dos ensaios, que aconteceram um dia antes da gravação, e do assédio dos fãs quando Xuxa circulou na parte externa do ginásio. O espetáculo não foi exibido na íntegra, assim como no especial de natal de 2010 na Globo, algumas músicas performadas durante o evento foram descartadas na edição, as músicas cortadas foram "Cinco Patinhos" (a capela), "Pot-Pourri Txutxucão", "Papai Noel Existe" e o "Pot-Pourri Brincadeiras: Cabeça, Ombro, Joelho e pé / Estátua". A introdução do espetáculo, apresentada pela atriz e ex-paquita Bianca Rinaldi, também foi cortada. Além disso, muito da interação de Xuxa com a plateia entre uma música e outra foi substituída pelos trechos da entrevista e as outras três músicas cantadas pela dupla Victor e Léo. O especial foi reprisado nos dias 24/12, dia 25/12, e no dia 27/12.

## DVD Show Natal da Xuxa
Show de Natal da Xuxa é o registro oficial da turnê Natal Mágico. Foi lançado apenas em DVD, o show é o especial de natal de 2010 realizado no dia 5 de dezembro de 2010 e transmitido no deia 24 de dezembro de 2010. O DVD também também tinha os artistas convidados que foram Ivete Sangalo, Victor e Léo, Luan Santana, Maria Gadú e Padre Marcelo Rossi. Foi lançado em novembro de 2012 pela Som Livre, na verdade, o DVD foi lançado apenas para cobrir o atraso do XSPB 12. Porém, as músicas que foram cortadas do especial devido ao tempo de duração, não foram incluídas no DVD, muitos fãs esperavam que quando o show fosse lançado, as músicas cortadas seriam incluídas ou que pelo menos fosse incluídas nos extras. As músicas que foram cortadas são "A Dança do Pinguim", "Pot-Pourri Brincadeiras: Pique Alto / Cabeça, Ombro, Joelho e pé / Estátua", e "Papai Noel Existe".

## Curiosidades
- Durante o primeiro show da turnê em 2009, Xuxa usou um microfone de lapela; a partir do show de 2010, Xuxa passa a usar apenas microfones dinâmicos.
- O figurino usado por Xuxa no primeiro show em 2009, foi o mesmo figurino usado no show de 2010.
- A partir de 2013, cada show passou a ter um tema, no show de 2013 o show teve o tema de "Natal Tropical da Xuxa" e o de 2014, "Natal Sinfônico da Xuxa".
- O figurino usado por Xuxa no show de 2012 e 2013, foi o mesmo figurino usado no show de 2014.
- Xuxa disse em uma entrevista que quer levar o show para outros lugares do Brasil, como Salvador e Belo Horizonte.
- Em entrevista que Xuxa concedeu no final de 2014, Xuxa disse que possivelmente apresentaria o show de natal no Rio de Janeiro, ela disse que "Faltam algumas coisas para acertar para o show", porém não aconteceu.
- No show de 2014, apesar do evento ser fechado, e de várias pessoas da produção serem incisivas ao dizer que apenas os convidados poderiam participar, todos os fãs que marcaram presença entraram gratuitamente no show após os convidados com ingresso serem acomodados.
- No show de 2014, Ivete Sangalo foi cogitada nas chamadas do especial de Natal de Xuxa no Canal Viva, mas, o avião em que ela iria embarcar não funcionou, isso foi afirmado pela própria Xuxa respondendo a pergunta de um fã nas redes sociais. Durante o espetáculo, sua ausência não foi justificada.

## Outras Apresentações
Fora dos shows do Natal Mágico, Xuxa fez várias participações especiais em shows de outros artistas, espetáculos e apresentações em eventos.
1. "Peito, Estala, Bate"
2. "Choco Chocolate"

1. "Amiguinha Xuxa" (trecho)
2. "Peito, Estala, Bate"

1. "Ilariê" (Xuxa Megamix, editado)
2. "Choco Chocolate"

1. "A Dança do Pinguim"
2. "Ilariê" (trecho)

1. "Ilarié"
2. "Dulce Miel"

1. "Um Novo Lugar" (com Klara Castanho)

1. "Hava Nagila Israel"

1. "Xuxa Megamix" (editado)

- "Ilariê"
- "Xuxalelê"
- "Pinel Por Você"
- "Tô de Bem Com a Vida"

1. "Carinho de Verdade"

1. "Natal Mágico" (com Zezé di Camargo e Luciano)

1. "Tá na Pista" (com Abdullah)

1. "Arco-Íris" (com Alexandre Pires)

1. "Mais Amor"

- Doce Mel (Bom Estar Com Você)

1. "Ilariê" (editado)
2. "Tindolelê" (trecho)
3. "Festa do Estica e Puxa" (trecho)

1. "Festa do Interior" (trecho)

- O Que a Gente Tem?

1. "Sábado" (trecho)
2. "Tô de Bem Com a Vida" (editado)
3. "Planeta Xuxa"
4. "Libera Geral" (trecho)

1. "Arco-Íris" (com Alexandre Pires)

1. "Garota de Ipanema" (com Tom Jobim)

1. "Xuxaxé" (editado)

1. "Tindolelê" (trecho)

1. "Ilariê" (Remix DJ Memê, trecho)

1. "Tindolelê" (com Ivete Sangalo)

1. "É o Frevo, é o Funk" (com Buchecha)
2. "Xuxamego" (com Michel Teló)

1. "Mais Amor"

1. "Carinho de Verdade" (versão solo)

1. "Como é Bom Ser Criança" (com Alexandre Pires)

1. "Depende de Nós" (com Padre Fábio de Mello)

1. "Pot-Pourri Baiano:"

- "Ilariê"
- "Tindolelê"

1. "Pot-Pourri Txutxucão:"

- "O Txutxucão Mandou"
- "O Txutxucão já Chegou"
- "Txu Txutxucão"
- "Ele é o Txutxucão"
- "Vem Dançar Com o Txutxucão"
- "Dançando Com o Txutxucão"

1. "Paratiparara" (editado)
2. "O Txutxucão Mandou" (editado)

1. "Então é Natal" (versão solo)

1. "Xuxa Megamix" (editado)

- "Ilariê"
- "Xuxalelê"
- "Pinel Por Você"

1. "Xuxa Megamix" (editado)

- "Ilariê"
- "Tindolelê"
- "Tô de Bem Com a Vida"

1. "Ilariê" (editado)

1. "Ilariê" (editado)

1. "Chindolele"
2. "Ilarié" (a capela)

- "Ilarié" (Remix Xuxa Dance)

1. "Ilariê" (editado)
2. "Abecedário da Xuxa" (a capella)

1. "Lua de Cristal" (trecho em acapela)
2. "Tindolelê" (trecho)

## Datas & Referências

### Rio de Janeiro
- 5 de dezembro de 2009
- 6 de dezembro de 2010
- 3 de dezembro de 2011
- 1 de dezembro de 2012
- 7 de dezembro de 2013

Todos os shows foram realizados no Maracanãzinho.

### São Paulo
- 22 de dezembro de 2011
  - Show 1 - 13h30
  - Show 2 - 20h30
- 13 de dezembro de 2014